# 鐵拳5 闇黑復甦
《鐵拳5 闇黑復甦》是《鐵拳5》的更新版，也是鐵拳系列裡第7部作品。

## 遊戲內容簡介
超過35個場地可以選擇，包括了全新的場地和重製的鐵拳3森林場地。舊有的鐵拳5場地設定在一天裡的不同時刻，場地效果也有改變(以三島平八的燃燒寺廟為例，新的場景不再燃燒殘破，而是有楓葉飄落的完好版本)，場地的背景音樂也經過重新混音配置。舊版的場地在大型電玩和PS3版本中仍可以使用，但是在PSP版本的遊戲裡卻被移除。更多的自訂配件可以使用，木人和艾迪也開始可以設定自訂配件。
全部的角色都在一開始即可使用，無須再等待time release或是破關解鎖。各角色的原始配色都有所更動(例如：三島一八的紫色西裝變為白色、風間仁褲子上的火焰圖案由白色變為紅色)，玩家仍可以經由自訂的方式將配色改回鐵拳五的原始配色。鐵拳五的自訂配件仍然可以使用，再加上新增的配件可以有更多的變化。其中還包含了隨玩家等級和角色變化的"鬥氣"。在PS2版本中的特殊服裝也仍然都可以使用，其中還有些特殊服裝可以加上自訂配件及自定顏色(例如：凌曉雨和風間飛鳥的學校制服)。
大部分的角色都有新的開場和結束動作。三個動物角色(袋鼠、熊、熊貓)可以自定顏色的部份也變多了，包括了袋鼠和熊貓的毛色。熊的表情動作也更細膩(嘴部動作)。艾迪也成為一個標準角色，有其專屬的角色選擇空間和自訂配件，而不再只是克莉絲汀的一個自訂配件。鐵甲豹王(Armor King)也是一個標準角色，並有其自有的招式和動作，和豹王(King)的招式重複性大幅下降。
全角色都有新的招式、平衡度也再經過調整、部分的操作指令也稍做變動。在魔王關的過場動畫中，三島仁八的外貌有了明顯的變化，皮膚的錶面佈滿了有火焰(岩漿)流動的血管，額頭上也長了一根燃燒的頭角，其關卡場景也變更為火山爆發的狀態。新增了兩個角色：德拉古諾夫(Dragunov)和莉莉(Lili)。德拉古諾夫是個來自北國凍原的人間凶器，使用的武術是Sambo；莉莉是來自摩納哥(Monaco)的富家女，使用自己特殊的格鬥方式進行對戰。

## 劇情概要
在鐵拳4的比賽結果中，三島平八擊敗了三島一八。平八帶一八前往本丸道場，計劃讓一八和仁戰鬥，並藉機竊取兩人的惡魔基因。然而，仁擊敗了平八和一八並且變身惡魔飛離，留下昏迷的兩人。不久之後，一群Jack-4機器人侵入了到找，他們被設定要取平八的性命。一開始，一八和平八合力對抗這一群Jack-4，但是當一八注意到平八的體力已經耗盡後，一八把平八摔到道場的另一邊，並且藉機變身為惡魔型態自屋頂逃走，讓平八自己對付這一群機器人。他們很快的將平八給制服並且啟動自爆，平八的性命似乎也因此結束。本丸道場的爆炸，也讓被禁錮在其下50年的三島仁八解放。仁八也因此接管了三島財閥。事件發生數日後，財閥宣告了第五次鐵拳大會的舉辦。平八在爆炸後並沒死去而僅是昏迷，在他恢復意識後，他決定參加大會找出到底是哪個傢伙替他舉辦了大會。